# Всеволожский, Владимир Александрович
Владимир Александрович Всеволожский (11 (23) октября 1824 — 7 (19) июня 1880) — статский советник, уездный предводитель дворянства, мировой судья. Брат Дмитрия, Всеволода, Ивана и Павла Всеволожских.

## Биография
Родился в Москве. Принадлежал к младшей ветви дворянского рода Всеволожских, из дворян Московской и Пензенской губерний. Отец — камергер, действительный статский советник Александр Всеволодович Всеволожский. Мать — Софья Ивановна, одной из дочерей князя Ивана Дмитриевича Трубецкого. Владимир был четвёртым ребёнком, всего в семье было десять детей.
В августе 1836 года Владимир поступил в Институт Корпуса горных инженеров в Санкт-Петербурге. Учился хорошо, но в январе 1839 года был уволен по прошению отца из 2-го кондукторского класса. 11 августа 1840 года поступил кадетом в Институт Корпуса путей сообщения. С 28 апреля 1841 года в звании портупей-прапорщика. 19 мая 1841 года «по экзамену в науках произведён в прапорщики Корпуса инженеров путей сообщения с оставлением при институте для прохождения курса наук». 17 февраля 1844 года, так и не получив высшего образования, «за болезнею уволен от службы подпоручиком». 
30 марта 1845 года по прошению был определён в ведомство Министерства иностранных дел. С 3 мая 1845 года «переименован из прапорщиков в коллежские регистраторы». 29 июля 1846 года был определён канцелярским чиновником при Департаменте внутренних сношений, а 19 сентября получил чин губернского секретаря. 11 июня 1848 года был причислен к канцелярии генерал-губернатора Финляндии Александра Сергеевича Меншикова (1787—1869). 24 ноября 1849 года был удостоен чина коллежского секретаря. В 1852 году вышел в отставку «по домашним обстоятельствам». Орденов не имел, но и под судом не был.
С 1858 года жил в имении Таложня Тверской губернии, принадлежащем второй жене. После смерти отца Александра в 1864 году и до возвращения брата Павла из Пермского имения (1872), жил на мызе Рябово, совладелец Пожевских железоделательных заводов заводов. Долгое время оставался в положении отставного коллежского секретаря. Почётный мировой судья (1867—1868), затем мировой посредник (1869—1870) по 2-му участку Шлиссельбургского уезда Санкт-Петербургской губернии. Депутат от Шлиссельбургского уезда в губернском дворянском собрании (1867—1872). В 1867—1868 годах исполнял обязанности Шлиссельбургского уездного предводителя дворянства.
В 1872 году Владимир переехал в Пермское имение Всеволожских, сменив брата Павла. В 1872—1873 году избирался мировым судьёй в Пермском и Соликамском судебно-мировых округах. После 1874 года — председатель Съезда мировых судей Соликамского уезда Пермской губернии, статский советник.
Владимир Александрович был похоронен в Москве на кладбище Новодевичьего монастыря. Могила не сохранилась.

## Семья
- Первая жена — Анастасия Васильевна Суровщикова (30.10.1835—12.12.1855). Венчание проходило 11 ноября 1851 года в Спасо-Божедомской церкви близ Пречистенки[9]. По одним данным детей в браке не было, по другим — дочь Мария Владимировна Всеволожская (02.06.1854—?) родилась в Санкт-Петербурге. Крёстная мать Алексея Дмитриевича Всеволожского[10]. Похоронена в московском Новодевичьем монастыре.
- Вторая жена — Елена Михайловна Обольянинова (14.01.1837—30.10.1882), дочь полковника Михаила Михайловича Обольянинова (1795—1856) и княжны Елизаветы Николаевны Горчаковой (1800—1840). Венчание проходило 29 апреля 1858 года «в московской Благовещенской, что за Тверскими воротами церкви»[8].

Их дети:
- София Владимировна Всеволожская (Татаринова) (1859—1923), унаследовала имение Таложня.
- Михаил Владимирович Всеволожский (11.11.1860—19.02.1909), статский советник, похоронен в Таложне вместе с матерью.